# Asa (Paragua)
Asa je rijeka u Venezueli, pritoka rijeke Paragua. Pripada porječju rijeke Orinoco.